# Gesundheit! Institute

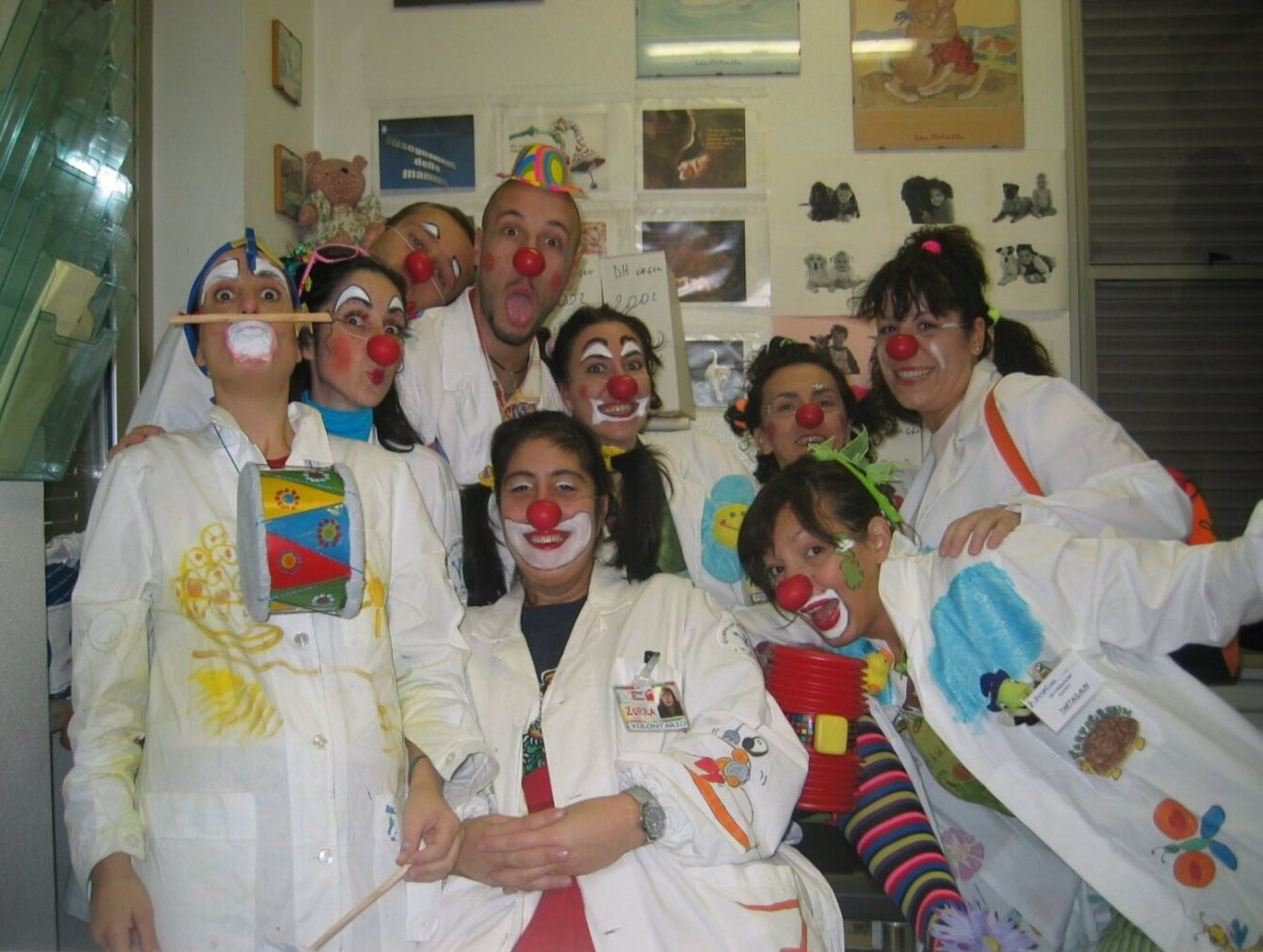
Un gruppo di volontari clown

Il Gesundheit! Institute è un ospedale alternativo con sede a Hillsboro, in Virginia Occidentale, fondato nel 1972 dal dottor Patch Adams.
Nasce da una proposta di un modello di sistema sanitario con lo scopo di cambiare la società: si tratta di un Ospedale rurale con 40 posti letto, nel quale le cure sono gratuite e basate sulla compassione e sull'amicizia. 
L'Istituto basa la propria attività sulla sostituzione di sentimenti negativi come egoismo e competizione (soprattutto commerciale) con generosità e compassione.
Una delle missioni regolari del Gesundheit! Institute prevede il ricorso alla cosiddetta Clownterapia. Il progetto prevede l'uso del sorriso come elemento integrante ed efficace della terapia medica. In passato, il Gesundheit! Institute ha predisposto l'invio di Clown in zone di guerra come la Bosnia, campi per  rifugiati in Macedonia del Nord, e orfanotrofi per bambini con AIDS.

## Origine del nome
Gesundheit (pronuncia:/gezunt.'hait/) è una parola tedesca e yiddish che significa salute. Quando una persona starnutisce, un Tedesco o uno Yiddish tipicamente dicono:  Gesundheit! per augurare buona salute come un italiano direbbe “salute!” nella propria lingua. L'espressione giunse negli Stati Uniti con i primi emigranti tedeschi, e venne assorbita nella lingua inglese nelle popolazioni statunitensi a maggioranza di lingua tedesca (p. es. i Mennoniti della Pennsylvania). La prima comparsa dell'espressione, negli Stati Uniti, sembra risalire agli anni dieci, all'incirca in coincidenza con una massiccia immigrazione di Ebrei Askenazi negli Stati Uniti.